# ボツリヌス菌
ボツリヌス菌（学名: Clostridium botulinum）は、クロストリジウム属の細菌である。グラム陽性の大桿菌および偏性嫌気性菌。土の中に芽胞の形で広く存在する。菌は毒素の抗原性の違いによりA-Gの7種類の型に分類され、ヒトに対する中毒はA, B, E, F型で起こる。A, B型は芽胞の形で土壌中に分布し、C, E型は海底や湖沼に分布する。

## 解説
ボツリヌスの語源はラテン語のbotulus（腸詰め、ソーセージ）であり、19世紀のヨーロッパでソーセージやハムを食べた人の間に起こる食中毒であったためこの名がついた。ドイツの医師で詩人でもあったユスティヌス・ケルナーは一連の中毒を脂肪分に含まれる毒性物質による神経障害と捉え、その後1896年にベルギーの医学者エミール・ヴァン・エルメンゲム (Emile van Ermengem) によって原因菌と毒性物質が発見・命名された。ハムやソーセージに発色剤として添加される亜硝酸塩は、発色作用よりもボツリヌス菌の繁殖を抑える目的で使用されている。
当初はBacillus属と考えられたことから、botulusに形容詞語尾「-inus」を付け、"Bacillus botulinus"と命名された。広く使われるボツリヌス菌という呼び名はこの時の種形容語に由来する。学名はラテン語として扱われることから、1923年にClostridium属へと変更された際、中性名詞であるClostridiumに合わせて中性化され、現在はClostridium botulinumと呼ばれている。ラテン語としてみた場合、Clostridium botulinum（クローストリディウム・ボトゥリヌム）は「ソーセージのクロストリジウム菌」という意味を帯びる。

## 致死量
ボツリヌス毒素の致死量は体重70 kgのヒトに最も毒性の強いA型毒素を経口投与した場合約70 μgと考えられており、1 gで約1万4300人分の致死量に相当する（ちなみに青酸カリは経口投与の場合5人/g）。自然界に存在する毒素としては最も強力である。

## ボツリヌス症
多くはボツリヌス毒素を含んだ食物を食べることで起こる。Clostridium botulinum が多く、まれにC. butyricum, C. baratli が原因菌となる。傷口にボツリヌス菌が感染して起こることもあるが、それほど多くはない。腸管外科手術後や大量の抗生物質を服用し腸内細菌が著しく減少している場合は発症しやすくなる。

### 乳児ボツリヌス症
腸内細菌叢が未発達の乳児が、ボツリヌス菌の芽胞を含有する蜂蜜や黒糖、及びこれらを含む食品を摂取することにより起こる。芽胞は高温に耐える（下記参照）ため、一般的な加熱調理では蜂蜜中の芽胞除去は出来ない。乳児は、成人に比べ腸内細菌叢が未発達であることや、消化管が短いことから、成人では胃で不活化されるボツリヌス菌が、乳児では小腸の腸管まで届いてしまうことが、発症の原因と考えられる。
芽胞は乳児の体内で発芽し、ボツリヌス毒素を作り出す。原因となる食物は黒糖など、いくつか考えられているが、蜂蜜について因果関係が明白になっている。そのため、1歳未満の乳児に蜂蜜を与えてはならない（昭和62年（1987年）10月20日、厚生省通知）。

### 症状
ボツリヌス毒素は主に四肢の麻痺を引き起こす。重篤な場合は呼吸筋を麻痺させ死に至る。その他、複視・構音障害・排尿障害・多汗・喉の渇きがみられる。一方、発熱はほとんどなく、意識もはっきりしたままである。
乳児ボツリヌス症の場合、便秘などの消化器症状に続き、全身脱力が起きて首の据わりが悪くなる。
- 機序: ボツリヌス毒素は神経終末に作用し、アセチルコリン放出を阻害する。神経支配を受ける筋肉は弛緩性麻痺と副交感神経遮断症状を引き起こす。この作用は不可逆的で、神経終末が再生するまで回復しない。

### 予防と治療
ボツリヌス菌は芽胞となって高温に耐えることができるが、ボツリヌス毒素自体は加熱することで不活化する。A, B型菌を不活化させるには100℃で6時間、芽胞で120℃で4分間の加熱が必要であるが、ボツリヌス毒素自体は100℃で1-2分の加熱で失活される。このため、ボツリヌス菌による食中毒を防ぐには、食べる直前に食品を加熱することが効果的である。
治療
中毒症状を発症した場合、抗毒素はウマ血清のみ（ただし、乳児ボツリヌス症では致死率が低いこともあり、一般的に使われない）。毒素の型毎に抗毒素もある。一般に「食餌性ボツリヌス症に対する抗毒素の投与は発症から24時間以内が望ましい」とされるが、24時間以上経過での投与でも効果が有ることが報告された。
ワクチンは研究者用にボツリヌストキソイドが開発されているが、中毒になってから用いても効果がない。また、米国においてボツリヌス免疫グロブリンが開発されている。

### 食品添加物による抑制
亜硝酸ナトリウムの添加は、ハム、ソーセージ、ベーコン、コンビーフ、すじこ、たらこなどの食品加工分野においては、ボツリヌス菌の増殖を抑制する効果があり、また、肉の血色素のヘモグロビンやミオグロビンに作用して、加熱処理により赤色を形成することから、広く使用されている。

## 中毒例

### 日本
- 日本では、飯寿司（いずし）[12]、熟寿司（なれずし）、切り込み（きりこみ）などの料理による中毒が北海道・東北地方を中心に報告されている（E型による）。
- 1969年、宮崎県庁食堂で会食した県職員ら数十人がボツリヌス菌による食中毒。2人が死亡した。原因として、西ドイツから輸入されたキャビアが疑われた[13]。
- 1984年、熊本県で製造された真空パックの辛子蓮根を食べた36人（1都1府12県・疑いを含む）がボツリヌス菌（A型）に感染し、内11名が死亡した。何らかの原因で原料の辛子に菌が存在していて、製造過程で辛子味噌の再利用が行われたが、その過程で殺菌が不十分だった[14]。なおかつ真空パックし常温で保管流通させたために、土の中に繁殖する嫌気性のボツリヌス菌がパック内で繁殖したことが判明した[15]。

- 2006年12月8日厚生労働省は、井戸水の飲用から宮城県の0歳男児に乳児ボツリヌス症が発症したと発表[16]。厚生労働省によれば、飲料水による同症が確認されたのは世界で初めてとのこと。乳児ボツリヌス症は、国内では1986年千葉県での初発例以来約20例（生後1-9ヶ月）の報告がある。しかし半数以上は、蜂蜜を食べて発症したケース。患者宅の井戸水から検出されたボツリヌス菌の汚染源は特定されていない。またどのような飲料水について、乳児ボツリヌス症の発症リスクが高いのかは必ずしも解明されていない。対象の井戸に亀裂があり、雨天時に水が濁っていたことから、この井戸固有の問題であり、全ての井戸・地下水が問題となっているものではない。
- 2012年3月24日、鳥取県米子市の60歳代夫婦が岩手県宮古市のハニー食品が製造する「あずきばっとう」（岩手県の郷土料理。小麦粉の団子「はっと」を小豆汁で煮た、汁粉のようなもの）を食べてボツリヌス症を発症した[17]。この5年ぶりの発症例の報告に伴い、厚生労働省は3月26日注意を呼びかける文書を全国の自治体に送った。
- 2017年4月7日、東京都は生後6か月の男児が、離乳食として与えられた蜂蜜（蜂蜜のラベルに描かれている注意書きを認知していなかった）が原因による乳児ボツリヌス症により、3月30日に死亡したと発表した[18]。乳児の死亡は日本国内では初の事例。

### 海外への支援
抗毒素製剤の備蓄の無い国に、抗毒素製剤を提供。
- 2006年3月22日、WHOにより報告[19]。タイ北部ナーン県。自家製のタケノコ缶詰を原因食材とした食餌性ボツリヌス症が集団発生。歴史的にも最大規模の集団発生で、最終患者数209例。入院134例。人工呼吸管理42例。タイ国内にボツリヌス抗毒素製剤の国内備蓄がなく、英国、アメリカ、日本などが抗毒素製剤を提供した[10]。
- 2006年9月20日、WHOにより報告。韓国ソウル市内で食餌性ボツリヌス症が疑われる患者1例発生。原因食材は不明[10]。

## 兵器としての歴史
- 1995年、イラクは生物兵器として保有する約19,000 Lのボツリヌス毒素を廃棄した。ただしこれは当時のサッダーム・フセイン政権による自己申告であり、裏付けは確認されていない[20]。
- オウム真理教（現Aleph）も研究し、何度か散布を行ったが被害は無かった。オウム真理教の国家転覆計画、遠藤誠一も参照。

## 検出
2006年7月12日、警察庁と産業技術総合研究所とでボツリヌス毒素を10分で検出する方法を共同開発した。（従来の方法では1-4日を要した。）新技術では糖とボツリヌス毒素を結合させ、レーザーで検出する。

## 関連法規
感染症法に基づき、検査、治療、医薬品その他厚生労働省令で定める製品の製造又は試験研究目的にボツリヌス菌・毒素を所持する者は、「感染症発生予防規程の届出」「病原体等取扱主任者の選定」「教育訓練」等が義務づけられている。
米国CDCでは生物兵器として利用される可能性が高い病原体として、ボツリヌス菌を最も危険度、優先度の高いカテゴリーAに分類している。なお、カテゴリーAにはボツリヌス菌の他、ペスト菌、炭疽菌、野兎病菌、天然痘ウイルス、エボラウイルスなどの出血熱ウイルスも指定されている。